# Chenistonia hickmani
Espèce
Synonymes
- Aname hickmani Raven, 1984

Chenistonia hickmani est une espèce d'araignées mygalomorphes de la famille des Anamidae.

## Distribution
Cette espèce est endémique de Nouvelle-Galles du Sud en Australie. Elle se rencontre vers Coffs Harbour et Dorrigo.

## Description
Le mâle holotype mesure 7 mm.

## Systématique et taxinomie
Cette espèce a été décrite sous le protonyme Aname hickmani par Raven en 1984. Elle est placée dans le genre Chenistonia par Raven en 2000.

## Étymologie
Cette espèce est nommée en l'honneur de Vernon Victor Hickman.

## Publication originale
- Raven, 1984 : A revision of the Aname maculata species group (Dipluridae, Araneae) with notes on biogeography. Journal of Arachnology vol. 12, no 2, p. 177-193 (texte intégral).